# 豆彦駅
豆彦駅（トゥオンえき）は朝鮮民主主義人民共和国咸鏡南道端川市に位置する朝鮮民主主義人民共和国鉄道省豆彦線の駅である。